# Новоберислав
Новоберислав (укр. Новоберислав) — село в Бериславском районе Херсонской области Украины. В 2022 году, во время вторжения России в Украину, село было захвачено. Освобождено в ноябре 2022 года в ходе контрнаступления ВСУ в Херсонской области.
Почтовый индекс — 74371. Телефонный код — 5546. Код КОАТУУ — 6520684401.

## Население
Население по переписи 2001 года составляло 1058 человек.

### Языковой состав
Родной язык населения по данным переписи 2001 года:
| Язык       | Численность, чел. | Доля     |
| ---------- | ----------------- | -------- |
| Украинский | 914               | 86,39 %  |
| Русский    | 105               | 9,92 %   |
| Армянский  | 31                | 2,93 %   |
| Другое     | 8                 | 0,76 %   |
| Итого      | 1 058             | 100,00 % |

## Уроженцы
- Изаксон, Ханаан Ильич (1909—1985) — советский конструктор сельскохозяйственной техники.

## Местный совет
74371, Херсонская обл., Бериславский р-н, с. Новоберислав, ул. Комарова, 72